# Paulo Leminski
Paulo Filho Leminski (Curitiba, Paraná, 24 de agosto de 1944 - Ib., 7 de junio de 1989) fue un poeta, novelista, traductor y biógrafo, uno de los poetas más influyentes en la poesía de Brasil desde los años ochenta hasta hoy.

## Biografía
Hijo de padre polaco y madre negra, a los 12 años, ingresa en el Mosteiro de São Bento [Monasterio de São Bento], en São Paulo, y adquiere conocimientos de latín, teología, filosofía y literatura clásica, pero a los 14 años deja el monasterio. En 1963, todavía un adolescente, viaja a Belo Horizonte, en el Estado de Minas Gerais, para participar de la Semana Nacional de Poesía de Vanguardia, y conoce a Augusto de Campos, a Décio Pignatari y a Haroldo de Campos, los integrantes del grupo Noigandres, núcleo concretista de São Paulo, creadores del movimiento poesía concreta en Brasil, y pasa a ser conocido como el “Rimbaud curitibano”. En el 1964 publica sus primeros poemas en la revista Invenção [Invención], editada por los poetas concretistas. Estudió Derecho y Letras, aunque él nunca terminó la universidad debido a su participación en organizaciones políticas de izquierda, cuando Brasil vivía bajo la dictadura militar surgida del golpe de 1964. (Leminski, en Guerra dentro da gente, 1988, Scipione). Su primera pequeña colección de poemas salió a finales de 1970 y su primera novela, Catatau es editada en 1976. En esta época, sobrevivió como maestro de historia y redacción, y como publicitario, pero sin estudios en estos campos.
Estudió la cultura japonesa el zen-budismo, practicaba judo y escribió haikus y una biografía de Matsuo Basho. También produjo biografías de Jesús, Trotski y Cruz e Souza. Su interés por los mitos griegos, a su vez, le inspira la prosa poética Metaformose [Metamorfosis]. Paulo Leminski ejerce también actividad como crítico literario y traductor, y hace la versión en portugués de obras de James Joyce, Samuel Beckett, Yukio Mishima, Alfred Jarry, John Lennon y Jhon Fante. También fue responsable por las traducciones de poemas de la antigua lengua egipcia, la azteca y el sánscrito. Siguió con su colaboración en revistas de vanguardia y produjo composiciones musicales en conjunto con Itamar Assumpção y Caetano Veloso, entre otros, además de haber interactuado con los poetas de la "poesía marginal" de la década de 1970 y 80, poetas que realizaron una función social y política lejos de los medios de comunicación y editoriales, a causa del silencio impuesto por la dictadura militar.
En los años 80 y 90 conforme lo describe el poeta y periodista Carlos Ávila, Leminski ha alcanzado la esfera de mito y la práctica del haiku se ha puesto de moda en Brasil debido a la influencia ejercida por Leminski, por su poesía muy visual y también icónica.
En 1968, se casa con la poeta Alice Ruiz (1946), con quien vive durante 20 años y tiene tres hijos: Miguel Ângelo (que muere a los 10 años), Áurea y Estrela. En 7 de junio de 1989, el poeta muere, víctima de cirrosis hepática. Su esposa siguió difundiendo la obra de Leminski.

## La poesía y una ficción mezclada a la poesía
Catatau (1976),  se ha convertido en un libro de culto. Es un ejemplo de prosa ficcional que hace la experimentación y la mezcla de todos los géneros, sin respetar las fronteras entre poesía, ficción o ensayo. Se desarrolla con base en una visita imaginaria del filósofo francés René Descartes a Brasil, acompañando la comitiva de Maurício de Nassau, desconstruye la concepción lineal de tiempo, espacio y personaje, propia del realismo. Se aproxima, así, de textos experimentales, a saber, Finnegans Wake de James Joyce, o Galáxias de Haroldo de Campos, especialmente en el campo de la invención lingüística. El carácter inventivo de Catatau disuelve la distinción entre la prosa y la poesía, y utiliza ampliamente la parodia y la sátira, siendo interpretado por algunos como un ejemplo de la literatura Literatura Neobarroca. Leminski ha producido otras obras ficcionales con características semejantes después de Catatau. Es decir, nunca dejó, antes de nada,  de ser un poeta.
La poesía de Paulo Leminski, traducida al inglés por [Michael Palmer],  y al castellano por [Rodolfo Mata] (Aviso aos náufragos. Colección editada y traducida por Rodolfo Mata), y Roberto Echavarren,  entre otros  (Coyoacán - México, Eldorado Ediciones, 1997., según la Enciclopédia Itaú Cultural de Literatura Brasileira, la poesía de Leminski “revela una síntesis entre el hablar coloquial y el rigor de la construcción formal de la estética concreta. El humor está presente en buena parte de su obra poética, así también la influencia melódica de la canción popular, de los recursos visuales de la publicidad, de los proverbios y trocadilhos [juego de palabras] de la cultura popular y de la extremada concisión de la poesía japonesa. La jerga, la palabrota y la dicción urbana también son frecuentes en su obra. Asimismo los elementos formales asimilados de la vanguardia, por ejemplo la eliminación
de la puntuación, el uso exclusivo de letras minúsculas, la disposición geométrica de las palabras en la página, la utilización de neologismos y de palabras-maleta, que multiplican
las posibilidades de significación del texto.” Según la misma, la visualidad en la obra del brasilero sería “más evidente en los poemas de la serie sol-te, en los que el poeta utiliza las distintas fuentes y cuerpos de letras y recursos de diagramación,
como en el haicu visual "lua na água / alguma lua / lua alguma" [luna en el agua / alguna luna / luna alguna], en el que las letras de cada verso aparecen repetidas en la línea de
abajo, invertidas, como si fueran sombras”. A través del uso del recurso icónico, la imagen intenta reproducir el sentido del poema (en dicho caso, el reflejo de la luna en el agua). Así, la artesanía poética de Leminski valora aun recursos de la poesía tradicional, como las rimas, que son esenciales a la estructura rítmica de sus poemas.
Según el poeta y crítico Régis Bonvicino, la poesía de Leminski se funda en la idea de lenguaje, herencia elaborada del concretismo, pero abarca un espectro largo de intereses: del político al metalingüístico / existencial y al humorístico, que recurren, ora como ironía, ora como cinismo. Leminski es experimental, en formas y contenidos.

## Obra poética
- Quarenta clics em Curitiba. Poesía e fotografia, con el fotógrafo Jack Pires.
- Curitiba, Etecetera, 1976. (2ª edición, Secretaria de Estado Cultura, Curitiba, 1990.) n.p.
- Polonaises. Curitiba, Ed. del Autor, 1980. n.p.
- Não fosse isso e era menos/ não fosse tanto e era quase. Curitiba, Zap, 1980. n.p.
- Tripas. Curitiba, Ed. del Autor, 1980.
- Caprichos e relaxos. São Paulo, Brasiliense, 1983. 154p.
- Hai Tropikais. Leminski, Paulo y Ruiz, Alice. Ouro Preto, Fundo Cultural de Ouro Preto, 1985. n.p.
- Caprichos e relaxos. São Paulo, Círculo do Livro, 1987. 154p.
- Distraídos Venceremos. São Paulo, Brasiliense, 1987. 133p. (5ª edição 1995)
- La vie en close. São Paulo, Brasiliense, 1991.
- Winterverno (com desenhos de João Virmond). Fundação Cultural de Curitiba, Curitiba, 1994. (2ª edición publicada por las ediciones Iluminuras, 2001. 80p.)
- O ex-estranho. Iluminuras, São Paulo, 1996.
- Melhores poemas de Paulo Leminski. (seleção Fréd Góes) Global, São Paulo, 1996.Aviso aos náufragos. Coletânea organizada e traduzida por Rodolfo Mata. Coyoacán - México, Eldorado Ediciones, 1997. n.p.
- Toda Poesia, Companhia das Letras, São Paulo, 2014.

## Obra poética traducida
- Szórakozott Gyozelmunk (Nossa Senhora Distraída) - Distraídos venceremos, tradução de Zoltán Egressy, Colección organizada por Pál Ferenc. Hungría, ed. Kráter, 1994. n.p.
- Aviso aos náufragos. Colección organizada e traducida al castellano por Rodolfo Mata. Coyoacán - México, Eldorado Ediciones, 1997. n.p.
- Leminskiana. Antología variada. Selección, cronología y prólogo de Mario Cámara. Buenos Aires, Corregidor, 2006. 384 pp.
- Yo iba a ser Homero. Antología poética bilingüe organizada y traducida por Aníbal Cristobo. Barcelona, Kriller71 Ediciones, 2013.

## Obra en prosa
- Catatau (prosa experimental). Curitiba, Ed. do Autor, 1975. 213p.
- Agora é que são elas (novela). São Paulo, Brasiliense, 1984.1 63p.
- Catatau. 2ª ed. Porto Alegre, Sulina, 1989. 230p.
- Metaformose, uma viagem pelo imaginário grego (prosa poética/ensayo). Iluminuras, São Paulo, 1994. (Prêmio Jabuti de poesia , 1995)
- Descartes com lentes (cuento). Col. Buquinista, Fundação Cultural de Curitiba, Curitiba, 1995.
- Agora é que são elas (romance). 2ª ed. Brasiliense / Fundação Cultural de Curitiba, 1999.
- Catatau, Traducción y postfacio de Reynaldo Jiménez. Buenos Aires, Descierto Editorial, 2014.

## Biografías
- Cruz e Souza. São Paulo, Brasiliense. Colección "Encanto Radical", n° 24, 1985. 78p.
- Matsuó Bashô. São Paulo, Brasiliense, 1983. 78p.
- Jesus. São Paulo, Brasiliense, 1984, 119p.
- Trotski: a paixão segundo a revolução. São Paulo, Brasiliense, 1986.
- Vida (biografías: Cruz e Souza, Bashô, Jesus e Trótski). Sulina, Porto Alegre, 1990. (2ª edição 1998)
- Vida (Cruz e Souza, Bashô, Jesús, Trotski. Cuatro biografías). Puente Aéreo, Mar del Plata/Barcelona, 2015. (Traducción de Joaquín Correa, 1ª edición en español)

## Ensayos
- POE, Edgar Allan. O corvo. São Paulo, Expressão, 1986. 80p. (apêndice)
- Poesia: a paixão da linguagem. Conferência incluida en "Os Sentidos da paixão". São Paulo: Companhia das Letras, 1987. p. 283-306.
- Nossa linguagem. In: Revista Leite Quente. Ensayo e dirección. Curitiba, Fundação Cultural de Curitiba, v.1, n.1, mar.1989.
- Anseios crípticos (anseios teóricos): peripécias de um investigador dos sentido no torvelinho das formas e das idéias. Curitiba, Criar, 1986. 143p.
- Metaformose, uma viagem pelo imaginário grego (prosa poética/ensaio). Iluminuras, São Paulo, 1994. (Prêmio Jabuti de poesia , 1995) •
- Ensaios e anseios crípticos. Curitiba, Pólo Editorial, 1997. n.p.

## Traducciones
- FANTE, John. Pergunte ao pó. São Paulo, Brasiliense, 1984.
- FERLINGHETTI, Lawrence. Vida sem fim (com Nelson Ascher e outros tradutores). São Paulo, Brasiliense, 1984. n.p.
- JARRY, Alfred. O supermacho; romance moderno. São Paulo, Brasiliense, 1985. 135p. lndição editorial, posfácio e tradução do francês.
- JOYCE, James. Giacomo Joyce. São Paulo, Brasiliense, 1985. 94p. Edição bilingüe, tradução e posfácio.
- LENNON, John. Um atrapalho no trabalho. São Paulo, Brasiliense, 1985.
- MISHIMA, Yukio. Sol e aço. São Paulo, Brasiliense, 1985.
- PETRONIO. Satyricon. São Paulo, Brasiliense, 1985.191 p. Traducão do latim.
- BECKETT, Samuel. Malone Morre. São Paulo, Brasiliense, 1986.16Op. lndicação editorial, posfácio e traduções do francês e inglês.
- Fogo e água na terra dos deuses. Poesia egípcia antiga. São Paulo, Expresão, 1987. n.p.